# 모슬포항
모슬포항(摹瑟浦港)은 제주특별자치도 서귀포시 대정읍 하모리에 있는 어항이다. 1971년 12월 21일 국가어항으로 지정되었으며, 관리청은 해양수산부 제주특별자치도, 시설관리자는 서귀포시장이다.

동해와 남해에 고루 분포하는 방어가 많이 잡히는 모슬포항은 해안 길을 따라가다 보면 수천만 년 동안 쌓이고 쌓여 이루어진 사암층의 하나로 오묘한 해안절경을 연출하는 용머리 해안이 보인다. 또한 항에서 바다 건너 보이는 마라도는 대한민국의 시작이자 끝으로 최남단을 알리는 기념비가 세워져 있으며 섬 가장자리의 가파른 절벽과 기안, 남대문이라 불리는 해식 터널, 해식 동굴 등이 있다.

## 명칭 유래
모슬포항이 위치한 대정읍은 옛날 당이 있어 무당은 물론 동미 사람들까지 찾아와 빌었다는데서 '당발'이라 불렸으며 현재는 '당전동'이라 부른다.

## 어항 연혁
- 1980년 수리모형실험을 실시하고 1987년 기본시설에 대한 계획을 수립하고 1991년 기본시설을 완공했으며 1998년 정비계획을 이끌었다.
- 2011년 4월 25일 제주특별자치도는 마라도와 가파도를 찾는 방문객이 증가함에 따라 올해 모슬포항 남항에 지상 2층, 전체면적 668m2 규모의 현대식 여객선 대합실을 완공할 계획이라고 밝혔다.[1]

## 어항 구역
본 항의 어항구역은 다음과 같다.
- 수역[2]
  - 북항 : 동방파제 기부 정남방향 300m 점(해상)에서 직각으로 우측은 육지와 연결하고 좌측은 600m 떨어진 점(해상), 이점에서 정북으로 육지와 연결하는 선을 따라 형성된 공유수면
  - 남항 : 서방파제 기점에서 정북으로 해안을 따라 160m되는 지점으로부터 정남으로 600m점(해상), 이점에서 직각으로 정동으로 460m 떨어진 점(해상), 이점에서 정북으로 육지와 만나는 점을 연결하는 선내의 공유수면
- 육역[3]
  - 제주특별자치도 서귀포시 대정읍 하모리 1089-34 외 8필지 (상세내역은 생략)

## 주변 관광
용머리 해안
지역의 지형이 마치 용이 머리를 틀고 바다로 뛰어 들려는 자세를 취하고 있는 듯해서 붙여진 이름으로 사암층 중의 하나이다.
송악산
모양새가 다른 화산들과는 달리 여러 개의 크고 작은 봉우리들이 모여 이루어져 있으며 정상에 오르면 최남단의 마라도, 형제섬, 한라산까지도 한 눈에 볼 수 있다.
하멜기념비
조선을 서양에 최초로 알린 헨드릭 하멜의 공덕과 네덜란드와 한국간의 우호 증진의 증표로 제주도의 해변가 언덕에 세워졌다.
마라도
대한민국의 최남단에 있는 섬으로 해안은 오랜 해풍의 영향으로 기암 절벽을 이루고 있으며, 섬의 가장 높은 곳에는 등대가 있다.